# Gran Premio di Abu Dhabi 2014
Il Gran Premio di Abu Dhabi 2014 si è corso domenica 23 novembre 2014 sul circuito di Yas Marina che sorge sull'Isola Yas, negli Emirati Arabi Uniti, diciannovesima ed ultima prova della stagione 2014 del campionato mondiale di Formula 1. La gara è stata vinta da Lewis Hamilton su Mercedes. Hamilton, al suo trentatreesimo successo nel mondiale, ha preceduto sul traguardo Felipe Massa e Valtteri Bottas, entrambi su Williams-Mercedes.
Grazie a questi risultati Lewis Hamilton si è aggiudicato il campionato mondiale piloti di Formula 1 per la seconda volta in carriera, dopo il 2008. 
Questo è stato l'ultimo Gran Premio in F1 per Kamui Kobayashi, Jean-Éric Vergne e Adrian Sutil tra i piloti, e per la Caterham tra i team.

## Vigilia

### Sviluppi futuri
Romain Grosjean è confermato quale pilota titolare della Lotus, anche per la stagione 2015. Fernando Alonso ha annunciato la sua separazione dalla Ferrari dopo 5 stagioni; al suo posto viene ingaggiato Sebastian Vettel, proveniente dalla Red Bull.
Gli organizzatori del Gran Premio hanno annunciato di aver esteso, a dopo il 2016, l'accordo con la Formula 1 per ospitare il mondiale sul tracciato di Yas Marina.

### Analisi per il campionato piloti
Lewis Hamilton giunge all'ultima gara stagionale in testa al campionato mondiale, nella classifica riservata ai piloti, con un margine di 17 punti sul secondo, il suo compagno di scuderia Nico Rosberg. Hamilton si è aggiudicato, in stagione, 10 gare, contro le 5 di Rosberg, per cui, in caso di arrivo a pari punti, prevarrebbe il pilota britannico.
Eccezionalmente, questo gran premio assegna il doppio dei punti rispetto al normale.
Lewis Hamilton diventerebbe campione del mondo se:
- Giungesse nelle prime due posizioni;
- Giungesse terzo o quarto o quinto, con Rosberg che non vince;
- Giungesse sesto e Rosberg che non giunge nelle prime due posizioni;
- Giungesse settimo o ottavo e Rosberg non giunge a podio;
- Giungesse nono e Rosberg non nei primi quattro;
- Giungesse decimo o fuori dalla zona dei punti con Rosberg non tra i primi cinque.

Nico Rosberg diventerebbe campione del mondo se:
- Vincesse con Hamilton terzo;
- Giungesse secondo con Hamilton sesto;
- Giungesse terzo con Hamilton settimo;
- Giungesse quarto con Hamilton nono;
- Giungesse quinto con Hamilton decimo.[5]

| Pilota         | Risultato (punti totali) | Risultato (punti totali) | Punti massimi dei rivali (punti totali nel caso) | Punti massimi dei rivali (punti totali nel caso) |
| Pilota         | Risultato (punti totali) | Risultato (punti totali) | Hamilton                                         | Rosberg                                          |
| -------------- | ------------------------ | ------------------------ | ------------------------------------------------ | ------------------------------------------------ |
| Lewis Hamilton | 1º                       | 384                      |                                                  | -                                                |
| Lewis Hamilton | 2º                       | 370                      | -                                                |                                                  |
| Lewis Hamilton | 3º                       | 364                      | 2º (353)                                         |                                                  |
| Lewis Hamilton | 4º                       | 358                      | 2º (353)                                         |                                                  |
| Lewis Hamilton | 5º                       | 354                      | 2º (353)                                         |                                                  |
| Lewis Hamilton | 6º                       | 350                      | 3º (347)                                         |                                                  |
| Lewis Hamilton | 7º                       | 346                      | 4º (341)                                         |                                                  |
| Lewis Hamilton | 8º                       | 342                      | 4º (341)                                         |                                                  |
| Lewis Hamilton | 9º                       | 338                      | 5º (337)                                         |                                                  |
| Lewis Hamilton | 10º                      | 336                      | 6º (333)                                         |                                                  |
| Lewis Hamilton | >10º                     | 334                      | 6º (333)                                         |                                                  |
| Nico Rosberg   | 1º                       | 367                      | 3º (364)                                         |                                                  |
| Nico Rosberg   | 2º                       | 353                      | 6º (350)                                         |                                                  |
| Nico Rosberg   | 3º                       | 347                      | 7º (346)                                         |                                                  |
| Nico Rosberg   | 4º                       | 341                      | 9º (338)                                         |                                                  |
| Nico Rosberg   | 5º                       | 337                      | 10º (336)                                        |                                                  |

Il titolo riservato ai costruttori è già stato assegnato alla Mercedes, per la prima volta nella storia.

### Aspetti tecnici
La Pirelli, fornitrice unica degli pneumatici, ha scelto, per questo Gran Premio, le mescole soft e supersoft.
La FIA conferma due zone nelle quali i piloti possono utilizzare il DRS: la prima è fissata sul lungo rettilineo posto tra le curve 7 e 8, con detection point stabilito alla curva 7. La seconda zona è fissata tra le curve 10 e 11, con punto di rilevamento del distacco fra piloti stabilito alla curva 9.

### Aspetti sportivi
La Caterham, dopo aver saltato gli ultimi due Gran Premi, per i problemi finanziari sorti dopo il passaggio di proprietà, annuncia la sua volontà di rientrare in questo Gran Premio. La casa anglomalese aveva anche lanciato una raccolta di fondi presso i suoi tifosi, per ottenere la liquidità finanziaria (stimata in 2,35 milioni di sterline) necessaria per disputare la gara. La Caterham ha comunque comunicato il licenziamento di 230 addetti. La scuderia schiera il pilota giapponese Kamui Kobayashi, già impiegato prima della sospensione alla partecipazione del campionato, e l'esordiente Will Stevens, impiegato in stagione nella F. Renault 3.5; l'altro pilota utilizzato in stagione, Marcus Ericsson, ha nel frattempo rescisso il contratto che lo legava alla scuderia. Precedentemente anche André Lotterer, impiegato nel solo Gran Premio del Belgio, aveva declinato l'invito a ritornare al volante della monoposto.
Stevens utilizza il numero 46, già utilizzato in stagione da Robin Frijns in alcune prove libere, sempre con la Caterham. L'ultimo ad essere stato iscritto a una gara del mondiale con questo numero fu Bernard de Dryver, nel Gran Premio di Gran Bretagna 1977; il pilota non prese parte però nemmeno alle qualifiche.
Era stata prospettata l'ipotesi che anche la Marussia potesse rientrare nel campionato, vista la presenza, sul circuito, di alcuni tecnici della scuderia. Successivamente la partecipazione non è stata confermata.
Il ritorno alle corse della Caterham produce una nuova modifica del format delle qualifiche: in questo Gran Premio, nella Q1, verranno eliminate le cinque vetture più lente; stesso numero anche nella Q2.
In questa gara, per la prima volta nella storia del campionato mondiale di F1, vengono attribuiti doppi punti, rispetto a quanto attributo in tutte le altre gare del calendario. Tale innovazione è stata introdotta al fine di garantire un maggiore interesse al campionato, fino al suo epilogo. La regola è stata oggetto di critiche, anche da parte di Bernie Ecclestone.
Danny Sullivan è nominato commissario aggiunto per il Gran Premio da parte della FIA. Sullivan ha svolto diverse volte in passato tale funzione, l'ultima nel Gran Premio di Russia. Per ragioni legate alla legge anti-alcool presente ad Abu Dhabi la Williams deve modificare la livrea delle sue vetture, da questa stagione legata ai colori dello sponsor Martini & Rossi: le due bande rosse inserite sulla monoposto, sono sostituite con delle bande di colore azzurro.
Nella prima sessione del venerdì hanno fatto il loro esordio durante un weekend del mondiale di F1 Esteban Ocon, che ha guidato la Lotus di Romain Grosjean, e Adderly Fong (primo pilota di Hong Kong), sulla Sauber di Adrian Sutil.

## Prove

### Resoconto
Nella prima sessione del venerdì i due piloti in lotta per il titolo hanno battagliato a lungo per ottenere il miglior tempo: al termine della sessione è risultato primo Lewis Hamilton, davanti a Nico Rosberg. Al terzo posto, staccato di un secondo e mezzo dal tempo dell'inglese, ha chiuso Fernando Alonso, che ha preceduto Sebastian Vettel. La pista ha presentato poco grip, anche se il tempo fatto segnare da Hamilton è stato inferiore a quanto fatto segnare nelle prime prove libere dell'edizione del 2013.
Durante la sessione le Williams hanno presentato un problema al lato destro delle monoposto che ha impedito un elevato numero di giri. Anche Jenson Button ha potuto compiere un limitato numero di tornate a causa di una sospensione difettosa.
La situazione si è riproposta anche nella sessione pomeridiana, con Hamilton capace di precedere Rosberg per pochi millesimi. Al terzo posto si è classificato Kevin Magnussen, attardato di otto decimi da Hamilton. Alonso, terzo nella prima sessione, ha dovuto chiudere la seconda sessione senza nessun giro cronometrato per un problema elettrico. Le Williams, invece, risolti i guai della mattina, hanno recuperato posizioni più nobili della classifica.
Romain Grosjean è penalizzato di 20 posizioni sulla griglia di partenza, in quanto il suo team, la Lotus, ha deciso di sostituire il motore, la turbina e la MGU-H della sua vettura; per tutte le componenti si tratta della sesta unità diversa in stagione. Qualora il pilota francese non dovesse scontare interamente la penalizzazione sulla griglia vedrà aggiunta, al suo tempo di gara, una penalità di 5 secondi, se gli restassero 5 posizioni non scontate; la penalità salirebbe a 10 secondi, se il numero di posizioni non scontate fosse tra le 6 e le 10. Fossero più di 10 le posizioni, il pilota della Lotus dovrebbe scontare un drive through, in gara.
Nico Rosberg è riuscito a sopravanzare Lewis Hamilton nell'ultima sessione di prove libere. L'inglese è stato penalizzato da un errore nell'ultimo tentativo veloce. Al terzo posto ha concluso Felipe Massa, staccato però di un secondo dal tempo del tedesco. Quarto si è classificato Alonso, sulla cui vettura è stata sostituita la power unit, al termine della sessione, cosa che ha limitato la presenza dello spagnolo nella sessione.

### Risultati
Nella prima sessione del venerdì si è avuta questa situazione:
| Pos | Nº | Pilota          | Costruttore | Tempo    | Gap    | Giri |
| --- | -- | --------------- | ----------- | -------- | ------ | ---- |
| 1   | 44 | Lewis Hamilton  | Mercedes    | 1'43"476 |        | 32   |
| 2   | 6  | Nico Rosberg    | Mercedes    | 1'43"609 | +0"133 | 31   |
| 3   | 14 | Fernando Alonso | Ferrari     | 1'45"184 | +1"708 | 22   |

Nella seconda sessione del venerdì si è avuta questa situazione:
| Pos | Nº | Pilota          | Costruttore      | Tempo    | Gap    | Giri |
| --- | -- | --------------- | ---------------- | -------- | ------ | ---- |
| 1   | 44 | Lewis Hamilton  | Mercedes         | 1'42"113 |        | 35   |
| 2   | 6  | Nico Rosberg    | Mercedes         | 1'42"196 | +0"083 | 37   |
| 3   | 20 | Kevin Magnussen | McLaren-Mercedes | 1'42"895 | +0"782 | 37   |

Nella sessione del sabato si è avuta questa situazione:
| Pos | Nº | Pilota         | Costruttore       | Tempo    | Gap    | Giri |
| --- | -- | -------------- | ----------------- | -------- | ------ | ---- |
| 1   | 6  | Nico Rosberg   | Mercedes          | 1'41"424 |        | 19   |
| 2   | 44 | Lewis Hamilton | Mercedes          | 1'41"793 | +0"369 | 17   |
| 3   | 19 | Felipe Massa   | Williams-Mercedes | 1'42"429 | +1"005 | 18   |

## Qualifiche

### Resoconto
Nella prima parte delle qualifiche Lewis Hamilton è risultato il più rapido, con 1'41"207. Il britannico ha preceduto Nico Rosberg, suo compagno di scuderia, di un decimo. L'unico altro pilota a scendere al di sotto del muro del 1 minuto e 42 è stato Felipe Massa. Le Red Bull Racing hanno effettuato un solo tentativo, usando per le gomme "supersoft". Sono risultati eliminati i due piloti della Caterham, i due della Lotus, ed Esteban Gutiérrez. Il messicano è stato preceduto solo per mezzo decimo da Romain Grosjean.
Nella seconda fase Hamilton si è confermato come il più veloce. In questa parte delle qualifiche le due Williams sono state capaci di sopravanzare anche Rosberg. I piloti della McLaren hanno affrontato la pista solo negli ultimi istanti della Q2: Jenson Button è stato capace di terminare tra i primi dieci, mentre Kevin Magnussen è stato eliminato per pochi millesimi dal ferrarista Kimi Räikkönen. Oltre al pilota della McLaren sono state escluse dalla fase decisiva anche le due Force India, Jean-Éric Vergne e Adrian Sutil.
Nella terza, e decisiva, parte delle qualifiche tutti i piloti affrontano subito la pista, ove, a causa del tramonto, le temperature scendono velocemente. Dopo i tempi fatti registrare dalle due Williams, Nico Rosberg si pone in prima posizione, con 1'40"697. Lewis Hamilton è autore di una piccola sbavatura, che non gli permette di battere il suo compagno di scuderia, ma solo di porsi in seconda posizione.
Col secondo tentativo Valtteri Bottas, dopo aver fatto segnare il miglior tempo nel primo e secondo intermedio, non riesce a scavalcare però le due Mercedes. Rosberg invece è capace di migliorare ancora il suo tempo, mentre Hamilton non riesce a battere il tedesco. Per Nico Rosberg è così la quindicesima pole position in carriera, la undicesima della stagione. La prima fila è comunque completata da Hamilton, mentre la seconda fila è monopolizzata dalle Williams. Per la prima volta dal 1969 tutte le pole position della stagione sono conquistate da un unico motorista (all'epoca la Ford Cosworth). La Mercedes, come costruttore, eguaglia il record della Red Bull del 2011, con 18 pole conquistate in stagione.
Al termine della sessione la giuria considera non regolari gli alettoni anteriori delle due Red Bull Racing, che si erano qualificate quinta e sesta. I due alettoni sono considerati troppo flessibili. Le due vetture sono così retrocesse in fondo alla griglia. Successivamente le due vetture sono state fatte partire dalla corsia dei box.

### Risultati
Nella sessione di qualifica si è avuta questa situazione:
| Pos                         | Nº | Pilota            | Costruttore             | Q1       | Q2       | Q3       | Griglia |
| --------------------------- | -- | ----------------- | ----------------------- | -------- | -------- | -------- | ------- |
| 1                           | 6  | Nico Rosberg      | Mercedes                | 1'41"308 | 1'41"459 | 1'40"480 | 1       |
| 2                           | 44 | Lewis Hamilton    | Mercedes                | 1'41"207 | 1'40"920 | 1'40"866 | 2       |
| 3                           | 77 | Valtteri Bottas   | Williams-Mercedes       | 1'42"346 | 1'41"376 | 1'41"025 | 3       |
| 4                           | 19 | Felipe Massa      | Williams-Mercedes       | 1'41"475 | 1'41"144 | 1'41"119 | 4       |
| 5                           | 26 | Daniil Kvjat      | STR-Renault             | 1'42"302 | 1'42"082 | 1'41"908 | 5       |
| 6                           | 22 | Jenson Button     | McLaren-Mercedes        | 1'42"137 | 1'41"875 | 1'41"964 | 6       |
| 7                           | 7  | Kimi Räikkönen    | Ferrari                 | 1'42"439 | 1'42"168 | 1'42"236 | 7       |
| 8                           | 14 | Fernando Alonso   | Ferrari                 | 1'42"467 | 1'41"940 | 1'42"866 | 8       |
| 9                           | 20 | Kevin Magnussen   | McLaren-Mercedes        | 1'42"104 | 1'42"198 | N.D.     | 9       |
| 10                          | 25 | Jean-Éric Vergne  | STR-Renault             | 1'42"413 | 1'42"207 | N.D.     | 10      |
| 11                          | 11 | Sergio Pérez      | Force India-Mercedes    | 1'42"654 | 1'42"239 | N.D.     | 11      |
| 12                          | 27 | Nico Hülkenberg   | Force India-Mercedes    | 1'42"444 | 1'42"384 | N.D.     | 12      |
| 13                          | 99 | Adrian Sutil      | Sauber-Ferrari          | 1'42"746 | 1'43"074 | N.D.     | 13      |
| 14                          | 8  | Romain Grosjean   | Lotus-Renault           | 1'42"768 | N.D.     | N.D.     | 18      |
| 15                          | 21 | Esteban Gutiérrez | Sauber-Ferrari          | 1'42"819 | N.D.     | N.D.     | 14      |
| 16                          | 13 | Pastor Maldonado  | Lotus-Renault           | 1'42"860 | N.D.     | N.D.     | 15      |
| 17                          | 10 | Kamui Kobayashi   | Caterham-Renault        | 1'44"540 | N.D.     | N.D.     | 16      |
| 18                          | 46 | Will Stevens      | Caterham-Renault        | 1'45"095 | N.D.     | N.D.     | 17      |
| SQ                          | 3  | Daniel Ricciardo  | Red Bull Racing-Renault | 1'42"204 | 1'41"692 | 1'41"267 | 20      |
| SQ                          | 1  | Sebastian Vettel  | Red Bull Racing-Renault | 1'42"495 | 1'42"147 | 1'41"893 | 19      |
| Tempo limite 107%: 1'48"291 |    |                   |                         |          |          |          |         |

In grassetto sono indicate le migliori prestazioni in Q1, Q2 e Q3.

## Gara

### Resoconto
Lewis Hamilton prende subito il comando della gara, seguito da Nico Rosberg. Dietro al duo della Mercedes si portano Felipe Massa, Jenson Button, poi le due Ferrari, Daniil Kvjat e Valtteri Bottas.
Alonso e Räikkönen sono costretti già tra il quinto e sesto giro a cambiare gli pneumatici, cosa che li allontana dalle posizioni di vertice per tutta la gara. Al sesto passaggio anche Jenson Button è costretto ai box. I due battistrada, Hamilton e Rosberg, effettuano il loro primo cambio gomme al 10º e 11º giro. Felipe Massa si trova, per due giri, in testa, fino a quando, anche lui, va al cambio gomme. La classifica non è variata: dietro al duo della Mercedes, c'è Massa, seguito da Daniel Ricciardo, che non ha ancora effettuato la prima sosta, poi Bottas, Magnussen, Vettel e Button. Si crea un piccolo trenino alle spalle di Magnussen, che coinvolge, oltre a Vettel e Button anche Alonso. Il danese va al cambio gomme al giro 21.
Al ventiquattresimo giro Valtteri Bottas supera Ricciardo e si pone quinto; Nico Rosberg lamenta una perdita di potenza della sua monoposto ed è passato da Massa. Al ventottesimo passaggio Ricciardo effettua il suo primo pit stop. L'australiano entra in pista dietro alle due Force India, ma recupera velocemente la quinta posizione.
Al giro 32 Hamilton effettua il suo secondo cambio gomme: rientrando in pista riesce subito a sopravanzare il suo compagno di scuderia, e a installarsi al secondo posto, dietro a Felipe Massa. I problemi tecnici del pilota tedesco proseguono, tanto che perde costantemente posizioni. Al giro 33 Rosberg è passato anche da Bottas, prima di effettuare il suo secondo cambio degli pneumatici due giri dopo: rientra in gara settimo. Al giro 36 è il turno del cambio gomme di Bottas: Ricciardo scala così terzo.
Massa riesce a costruire un vantaggio di circa 15 secondi su Hamilton. Il brasiliano cambia le gomme al giro 41: rientra in pista secondo, con un distacco di circa dieci secondi dal pilota della Mercedes. Massa tenta di avvicinarsi all'inglese, negli ultimi giri, senza però riuscire a impensierirlo per la vittoria. Al quarantasettesimo passaggio anche Ricciardo effettua il suo secondo pit stop: rientra in pista quarto, davanti a Button, ma dietro a Bottas.
La classifica rimane congelata negli ultimi giri, con Rosberg che lentamente esce anche dalla zona dei punti. Lewis Hamilton vince per la trentatreesima volta nel mondiale, conquistando così il suo secondo titolo piloti. La Mercedes ottiene la sedicesima vittoria stagionale su diciannove gare ed il trentunesimo podio, nuovi record per un costruttore in una singola stagione. Daniel Ricciardo ottiene il suo primo giro più veloce in gara, in un gran premio nel mondiale, mentre la Williams riporta entrambi i due piloti sul podio per la prima volta dopo il Gran Premio di Monaco 2005, quando vi furono secondo Nick Heidfeld e terzo Mark Webber.

### Risultati
I risultati del Gran Premio sono i seguenti:
| Pos | Nº | Pilota            | Costruttore             | Giri | Tempo/Ritiro | Griglia | Punti |
| --- | -- | ----------------- | ----------------------- | ---- | ------------ | ------- | ----- |
| 1   | 44 | Lewis Hamilton    | Mercedes                | 55   | 1h39'02"619  | 2       | 50    |
| 2   | 19 | Felipe Massa      | Williams-Mercedes       | 55   | +2"576       | 4       | 36    |
| 3   | 77 | Valtteri Bottas   | Williams-Mercedes       | 55   | +28"880      | 3       | 30    |
| 4   | 3  | Daniel Ricciardo  | Red Bull Racing-Renault | 55   | +37"237      | 20      | 24    |
| 5   | 22 | Jenson Button     | McLaren-Mercedes        | 55   | +1'00"334    | 6       | 20    |
| 6   | 27 | Nico Hülkenberg   | Force India-Mercedes    | 55   | +1'02"148    | 12      | 16    |
| 7   | 11 | Sergio Pérez      | Force India-Mercedes    | 55   | +1'11"060    | 11      | 12    |
| 8   | 1  | Sebastian Vettel  | Red Bull Racing-Renault | 55   | +1'12"045    | 19      | 8     |
| 9   | 14 | Fernando Alonso   | Ferrari                 | 55   | +1'25"813    | 8       | 4     |
| 10  | 7  | Kimi Räikkönen    | Ferrari                 | 55   | +1'27"820    | 7       | 2     |
| 11  | 20 | Kevin Magnussen   | McLaren-Mercedes        | 55   | +1'30"376    | 9       |       |
| 12  | 25 | Jean-Éric Vergne  | STR-Renault             | 55   | +1'31"947    | 10      |       |
| 13  | 8  | Romain Grosjean   | Lotus-Renault           | 54   | +1 giro      | 18      |       |
| 14  | 6  | Nico Rosberg      | Mercedes                | 54   | +1 giro      | 1       |       |
| 15  | 21 | Esteban Gutiérrez | Sauber-Ferrari          | 54   | +1 giro      | 14      |       |
| 16  | 99 | Adrian Sutil      | Sauber-Ferrari          | 54   | +1 giro      | 13      |       |
| 17  | 46 | Will Stevens      | Caterham-Renault        | 54   | +1 giro      | 17      |       |
| Rit | 10 | Kamui Kobayashi   | Caterham-Renault        | 42   | Incendio     | 16      |       |
| Rit | 13 | Pastor Maldonado  | Lotus-Renault           | 26   | Power unit   | 15      |       |
| Rit | 26 | Daniil Kvjat      | STR-Renault             | 14   | Power unit   | 5       |       |

## Classifiche mondiali

### Piloti
| Pos | Pilota           | Punti |
| --- | ---------------- | ----- |
| 1   | Lewis Hamilton   | 384   |
| 2   | Nico Rosberg     | 317   |
| 3   | Daniel Ricciardo | 238   |
| 4   | Valtteri Bottas  | 186   |
| 5   | Sebastian Vettel | 167   |
| 6   | Fernando Alonso  | 161   |
| 7   | Felipe Massa     | 134   |
| 8   | Jenson Button    | 126   |
| 9   | Nico Hülkenberg  | 96    |
| 10  | Sergio Pérez     | 59    |
| 11  | Kevin Magnussen  | 55    |
| 12  | Kimi Räikkönen   | 55    |
| 13  | Jean-Éric Vergne | 22    |
| 14  | Romain Grosjean  | 8     |
| 15  | Daniil Kvjat     | 8     |
| 16  | Pastor Maldonado | 2     |
| 17  | Jules Bianchi    | 2     |

### Costruttori
| Pos | Costruttore             | Punti |
| --- | ----------------------- | ----- |
| 1   | Mercedes                | 701   |
| 2   | Red Bull Racing-Renault | 405   |
| 3   | Williams-Mercedes       | 320   |
| 4   | Ferrari                 | 216   |
| 5   | McLaren-Mercedes        | 181   |
| 6   | Force India-Mercedes    | 155   |
| 7   | STR-Renault             | 30    |
| 8   | Lotus-Renault           | 10    |
| 9   | Marussia-Ferrari        | 2     |